# Władimir Diemichow

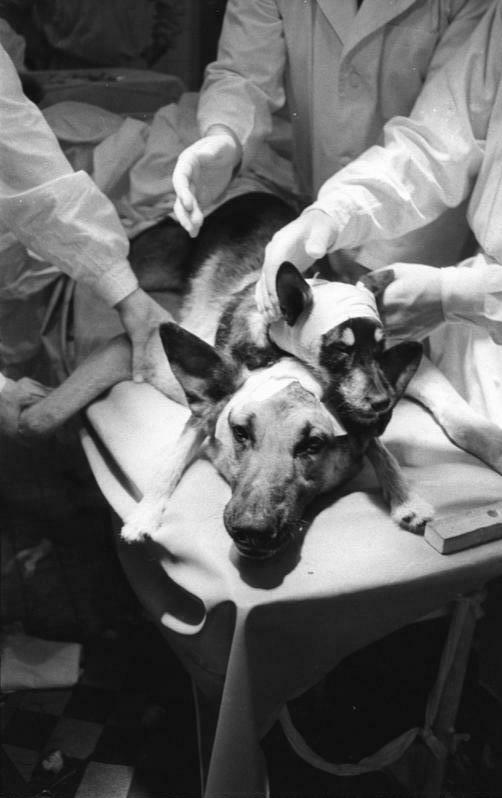
Przeszczep głowy psa przeprowadzony przez Diemichowa (1959)

Władimir Pietrowicz Diemichow, ros. Владимир Петрович Демихов (ur. 18 lipca?/31 lipca 1916 w stanicy Jaryżenskaja w Obwodzie Wojska Dońśkiego, zm. 22 listopada 1998 w Moskwie) – radziecki i rosyjski biolog, który przeprowadził pierwszy przeszczep w obrębie klatki piersiowej i pierwszą operację wszczepienia bajpasów, jednak najbardziej jest znany z przeszczepienia psu drugiej głowy.

## Życiorys
Urodził się 18 lipca 1916 r. w chłopskiej rodzinie w guberni woroneskiej jako jedno z trójki dzieci. Ojciec Diemichowa zginął w wojnie domowej. Wychowywał się z matką, która starała się zapewnić dobrą edukację dzieciom, pomimo bardzo niskiego własnego wykształcenia. Od 1934 r. studiował biologię na Uniwersytecie w Moskwie. Trzy lata później skonstruował pierwsze urządzenie wspomagające pracę komór serca, które było jednak za duże jak na rozmiary klatki piersiowej psa, a dodatkowo mogło pracować tylko przez 5 godzin. Był to pierwszy na świecie eksperyment, w którym krążenie było podtrzymywane u zwierzęcia, którego serce zostało usunięte. Po ukończeniu studiów w 1940 r. zaczął pracować na uczelni jako asystent na Wydziale Fizjologii. Wkrótce przeprowadził eksperyment, w którym wszczepił psu serce w rejonie pachwinowym. W wyniku kolejnych eksperymentów uznał, że jedynie wszczepienie serca w klatce piersiowej pozwala mu podjąć normalną pracę w utrzymywaniu obiegu krwi.
Po wybuchu wojny niemiecko-radzieckiej został powołany do Armii Czerwonej w stopniu porucznika i służył jako patolog w szpitalu polowym. Po latach przyznał, że w tym okresie starał się zatuszować przypadki, gdy żołnierze postrzelili się, by uniknąć w ten sposób walki na froncie, gdyż taki postępek był karany rozstrzelaniem. Kapitulacja Niemiec zastała go w Berlinie, a po wypowiedzeniu wojny Japonii został przeniesiony do Harbinu w Chinach. Dopiero pod koniec roku wrócił do Moskwy.
W 1946 r. przeprowadził na psach przeszczepy serca, płuc oraz jednoczesne przeszczepy serca i płuc. Były to pierwsze udane przeszczepy doklatkowe u ssaków. Diemichow nie stosował zewnętrznego płucoserca ani hipotermii, polegając na szybkości zabiegu. Od 1947 do 1955 r. kontynuował eksperymenty w Instytucie Chirurgii w Moskwie. W latach 1950. komisja Ministerstwa Zdrowia uznała te eksperymenty za nieetyczne i nakazała ich przerwanie, jednak dyrektor Instytutu Aleksandr Wiszniewski jako naczelny chirurg sił zbrojnych mógł pozwolić sobie na zignorowanie nakazu i zapewnienie Diemichowowi warunków do dalszej pracy. 29 lipca 1953 r. Diemichow przeprowadził pierwszą operację wszczepienia bajpasów, a cztery psy przeżyły ponad 2 lata, a potem badał możliwości zastosowania klinicznego tej techniki na zwłokach oraz pawianach. Jednocześnie technikę tę uznano powszechnie za niemożliwą do szerokiego stosowania u ludzi, a wyjątkiem była klinika Wasilija Kolesowa w Leningradzie, która w latach 1964–1967 jako jedyna na świecie stosowała bajpasowanie.
W 1954 r. Diemichow przeprowadzał przeszczepy głowy u psa, a najdłużej żyjący pies przeżył 29 dni po zabiegu. Wiadomość o tym eksperymencie została rozpowszechniona znacznie szybciej niż wyniki jego wcześniejszych eksperymentów i przyniosła mu największą rozpoznawalność. Christiaan Barnard zdecydował o przeprowadzeniu takiej samej próby jeszcze tego samego dnia, którego się o niej dowiedział. W 1960 r. Diemichow wydał monografię nt. swoich badań, która została przetłumaczona i wydana m.in. po angielsku, niemiecku i hiszpańsku. Rok po wydaniu wersji angielskiej James Hardy przeprowadził pierwszy przeszczep płuca u człowieka. Pomimo dużego zainteresowania, niewielka liczba zachodnich chirurgów mogła spotkać się z Diemichowem w ZSRR, a jednym z nich był Christiaan Barnard.
W 1989 r. Międzynarodowe Towarzystwo Transplantacji Płuc i Serca wyróżniło go nagrodą za pionierskie prace w dziedzinie przeszczepów doklatkowych i stosowania sztucznych zamienników narządów. Był także laureatem Nagrody Państwowej ZSRR (1988).
W ostatnich latach życia cierpiał z powodu zaników pamięci i skutków udaru. W 1998 był hospitalizowany z powodu kolejnego udaru, doznał paraliżu i zapadł na zapalenie płuc. Po kilku miesiącach hospitalizacji został wypisany do domu, jednak pozostawał przykuty do łóżka. Zmarł 22 listopada 1998 w swoim podmoskiewskim mieszkaniu. 
Od 1946 żonaty z Liją, miał z nią córkę Olgę (ur. 1947 r.). Pochowany na Cmentarzu Wagańkowskim w Moskwie.